# وزارة مكافحة المخدرات (أفغانستان)
وزارة مكافحة المخدرات (بالبشتوية: د مخدره موادو پر ضد وزارت)‏ (بالفارسية: وزارت مبارزه عليه مواد مخدر) كانت وزارة سابقة في حكومة أفغانستان.
قادت الوزارة مسؤولية التنسيق بين الأجهزة وصنع السياسات ورصد وتقييم لجميع أنشطة وجهود مكافحة المخدرات في البلاد.
وصف دور وزير مكافحة المخدرات بأنه أصعب وظيفة في العالم.

## الوزراء
- زرار أحمد عثماني 2009-2013
- مبارز رشيدي 2013-2015
- سلامات عظيمي 2015-2021

## روابط خارجية
- افتتاح سجن لمتاجري المخدرات